# Ihsan Abdel Quddous
Ihsan Abdel Quddous (em árabe: إحسان عبد القدوس ʼIḥsān ʻAbd al-Quddūs) (1 de janeiro de 1919 - 11 de Janeiro de 1990) foi um romancista, escritor e jornalista egípcio, editor do jornal Al Akhbar e Al-Ahram. Ele é reconhecido por ter escrito muitas novelas que foram posteriormente adaptadas aos formatos de cinema, teatro, televisão e rádio.

## Primeiros anos e educação
Abdel Quddous nasceu em uma família muçulmana. Seu passatempo favorito em sua infância era a leitura. Aos onze, ele começou a escrever histórias curtas e poesia. Seu pai, Mohamed Abdel Quddous, ator de cinema e teatro, o motivou a iniciar uma carreira em direito. Ihsan se formou na faculdade de direito em 1942 e começou a trabalhar como advogado. No início de sua carreira, fazia parte da prestigiada firma do famoso advogado egípcio Edward Qussairi. Mais tarde, tornou-se editor do semanário Rose al-Yūsuf, fundado por sua mãe Fatima al-Youssef (reconhecida no mundo da arte como Rose al Yusuf).

## Carreira
Em 1944, ele começou a escrever roteiros, histórias curtas e romances. Ele finalmente abandonou a faculdade de direito para dedicar-se a tempo inteiro à escrita. Anos depois ele conseguiu se distinguir como jornalista do jornal Al Akhbar, onde trabalhou por cerca de oito anos. Em seguida, ele entrou no jornal Al-Ahram e tornou-se o editor principal dessa publicação. Ele muitas vezes criticou personalidades importantes em seu país e no mundo, o que lhe valeu uma pena de prisão em três ocasiões enquanto servia como jornalista.
Ihsan sempre foi um defensor da mulher egípcia, pelo que a mulher sempre foi o tema central de sua obra literária. Seus textos ajudaram consideravelmente a remover algum preconceitos de género no Egito. Ao contrário de sua literatura, Ihsan era uma pessoa muito conservadora. Ele era conhecido como alguém extremamente rigoroso em casa e de pouca vida pública. Ele escreveu mais de 60 romances e colecções de histórias curtas. Dos seus romances, cinco foram dramatizados, dez foram convertidos em séries de televisão e 49 foram adaptados à tela gigante. Seus trabalhos foram traduzidos para idiomas como inglês, francês, alemão, ucraniano e chinês. Ihsan também foi um dos fundadores do "Clube da História do Egipto".

## Vida e falecimento
Seu filho Mohamed Ihsan Abdel Quddous é um renomeado jornalista no Egito.
Um dos primeiros artigos publicados por Ihsan foi um ataque directo ao embaixador britânico Miles Lampson. Em seus artigos denunciou a alguns membros do governo para fornecer armas às tropas durante a Guerra da Palestina, facto que valia pena de prisão. Ihsan foi novamente enviado à prisão em 1954 depois de escrever um artigo intitulado "al-jam'iyya al-sir-riyya al-lati tahkum Misr", que revelou as maquinações de Nasser na crise de Março.
Ihsan Abdel Quddous morreu em 11 de Janeiro de 1990 depois de sofrer um acidente vascular cerebral.

## Prémios e reconhecimento
Ihsan Abdel Quddous recebeu seu primeiro reconhecimento depois de escrever o romance My Blood, My Tears, My Smile (Meu sangue, minhas lágrimas, meu sorriso) em 1973. Dois anos depois, em 1975, recebeu o prémio de melhor roteiro por seu romance A bala ainda está em meu bolso. Ele foi homenageado pelo então presidente Gamal Abdel Nasser com a Ordem do Mérito Egípcio. Após sua morte em 1990, o presidente egípcio Hosni Mubarak honrou a sua memória com a Ordem da República.